# Équipe d'Espagne féminine de water-polo

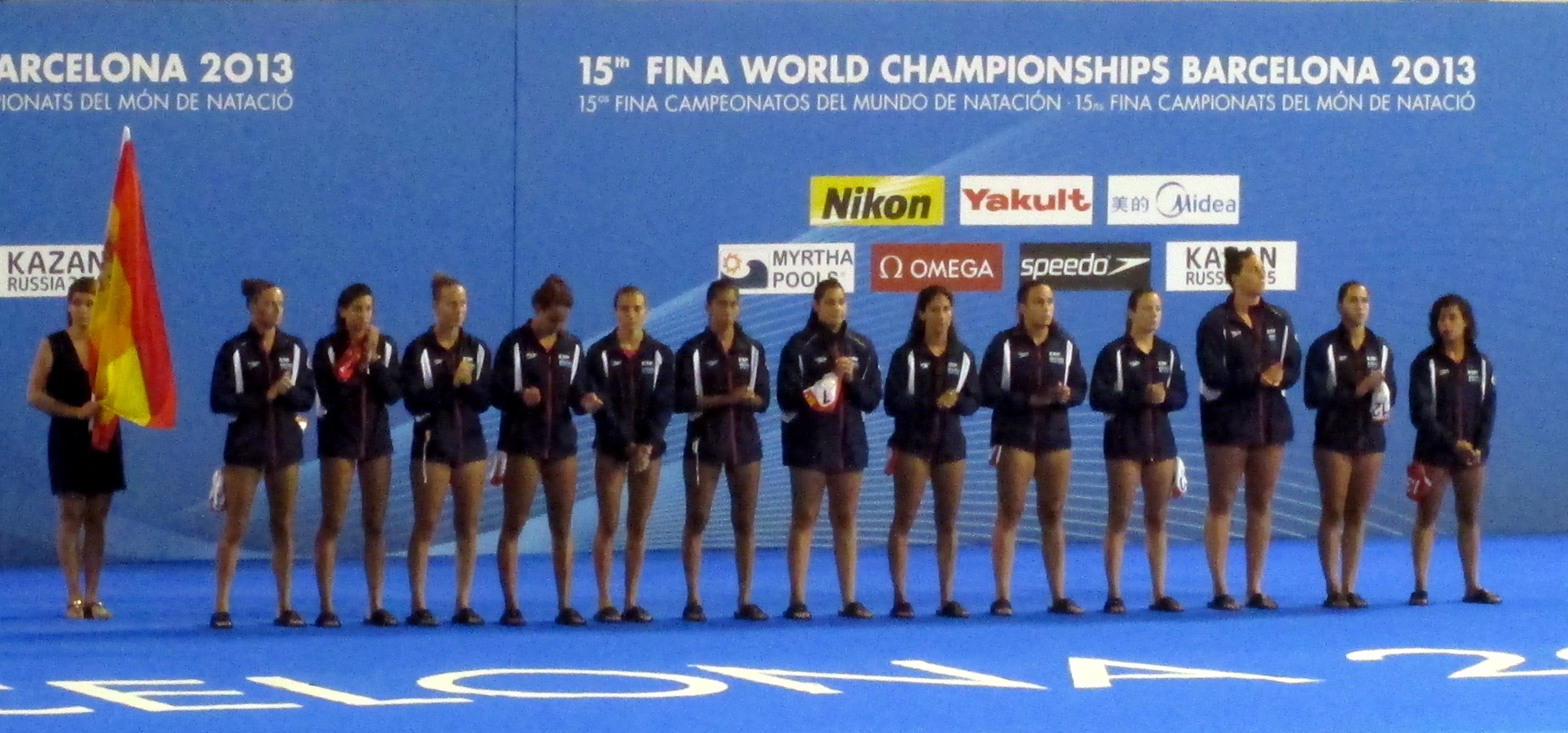
Équipe d'Espagne aux Championnats du monde de 2013.

L'équipe d'Espagne féminine de water-polo (selección femenina de waterpolo de España en espagnol) est l'équipe nationale qui représente l'Espagne lors des compétitions internationales féminines de water-polo, sous l'égide de la Fédération royale espagnole de natation. Elle consiste en une sélection des meilleures joueuses espagnoles.
Les Espagnoles sont finalistes du Championnat d'Europe de water-polo féminin 2008. 
La sélection remporte les Championnats du monde 2013.
La sélection remporte les Jeux olympiques de Paris 2024, en battant l'Australie en finale.

## Performances dans les compétitions internationales

### Jeux olympiques
- 2012 :  Médaille d'argent
- 2016 : 5e place
- 2020 :  Médaille d'argent
- 2024 :  Médaille d'or

## Sélection

### Joueurs convoqués pour les Jeux olympiques de 2012
Liste des convoqués pour les Jeux olympiques d'été de 2012 de Londres :
| Nº | Nom                             | Pos. | Taille | Poids | Date de naissance | lieu de naissance | Club                 |
| -- | ------------------------------- | ---- | ------ | ----- | ----------------- | ----------------- | -------------------- |
| 1  | Laura Ester                     | Gar  | 1,70 m | 56 kg | 22 janvier 1990   | Barcelone         | CN Sabadell          |
| 2  | Marta Bach Pascual              | Déf  | 1,76 m | 66 kg | 17 février 1993   | Mataró            | CN Mataró (es)       |
| 3  | Anni Espar                      | Déf  | 1,80 m | 66 kg | 2 janvier 1977    | Barcelone         | CN Sabadell          |
| 4  | Roser Tarragó                   | Att  | 1,70 m | 59 kg | 25 mars 1993      | Mataró            | CN Mataró (es)       |
| 5  | Matilde Ortiz                   | Att  | 1,74 m | 64 kg | 16 septembre 1990 | Veracruz          | CN Sabadell          |
| 6  | Jennifer Pareja                 | Att  | 1,74 m | 63 kg | 8 mai 1984        | Olot              | CN Sabadell          |
| 7  | Lorena Miranda                  | Att  | 1,74 m | 73 kg | 7 avril 1991      | Ceuta             | CW Dos Hermanas (es) |
| 8  | María del Pilar Peña            | Déf  | 1,72 m | 61 kg | 4 avril 1986      | Madrid            | CN Sabadell          |
| 9  | Andrea Blas                     | Att  | 1,73 m | 81 kg | 14 février 1992   | Saragosse         | EW Zaragoza (es)     |
| 10 | Ona Meseguer                    | Déf  | 1,67 m | 62 kg | 20 février 1988   | Barcelone         | CN Sant Andreu (es)  |
| 11 | María del Carmen García         | Att  | 1,88 m | 90 kg | 17 octobre 1990   | Barcelone         | CN Sabadell          |
| 12 | Laura López Ventosa             | Att  | 1,70 m | 63 kg | 5 janvier 1984    | Madrid            | CN Moscardó (es)     |
| 13 | Patricia Herrera Fernández (es) | Gar  | 1,63 m | 58 kg | 9 février 1993    | Madrid            | CN Moscardó (es)     |

Entraîneur: Miki Oca